# بیست هفته
بیست هفته فیلمی به کارگردانی، نویسندگی و تهیه‌کنندگی مسعود قراگزلو محصول سال ۱۳۹۴ است.

## خلاصه داستان
این فیلم روایتگر زندگی زن و شوهری است که در آستانه مهاجرت در گیر حوادث و مشکلاتی می‌شوند و..

## بازیگران
| بازیگر        | نقش    |
| ------------- | ------ |
| سحر دولتشاهی  | ارغوان |
| مصطفی زمانی   | احمد   |
| طناز طباطبایی | بهرامی |
| محمدرضا غفاری | بابک   |
| ستاره پسیانی  | یاسمن  |
| شقایق فراهانی | سارا   |